# Anita Gillette
Pour les articles homonymes, voir Gillette.
Anita Luebben, née le 16 août 1936 à Baltimore (Maryland), est une actrice américaine, connue comme Anita Gillette (du nom de son premier mari).

## Biographie
Anita Gillette débute au théâtre Off-Broadway (New York) en 1960, dans la revue Russell Patterson's Sketchbook qui lui permet de gagner la même année un Theatre World Award. Suivent notamment Off-Broadway la pièce Rich and Famous (en) de John Guare (1976, avec William Atherton) et la comédie musicale Junon (en) sur une musique de Marc Blitzstein (1992-1993), où elle tient le rôle-titre.
Elle joue aussi à Broadway, principalement dans des comédies musicales, la première représentée de 1959 à 1961 étant Gypsy sur une musique de Jule Styne (où elle est remplaçante en cours de production). Parmi les suivantes, citons All American (en) sur une musique de Charles Strouse (1962, avec Ray Bolger et Fritz Weaver), une reprise de Guys and Dolls sur une musique de Frank Loesser (1965, avec Alan King et Sheila MacRae), ou encore Cabaret sur une musique de John Kander (1968-1969, où elle remplace Jill Haworth dans le rôle de Sally Bowles).
S'ajoutent trois pièces, Don't Drink the Water (en) de Woody Allen (1966-1968, avec Lou Jacobi et Kay Medford), Chapter Two (en) (1977-1978, avec Cliff Gorman et Judd Hirsch) et Brighton Beach Memoirs (en) (représentée de 1983 à 1986, où elle remplace Joyce Van Patten), ces deux dernières écrites par Neil Simon. Chapter Two lui vaut en 1978 une nomination au Tony Award de la meilleure actrice dans une pièce.
Au cinéma, elle tient son premier rôle dans Éclair de lune de Norman Jewison (1987, avec Cher et Nicolas Cage). Parmi ses films américains (ou en coproduction) suivants, mentionnons Bob Roberts de Tim Robbins (1992, avec le réalisateur et Giancarlo Esposito), Avec ou sans hommes d'Herbert Ross (1995, avec Whoopi Goldberg et Mary-Louise Parker), ainsi que Le Gourou et les Femmes de Daisy von Scherler Mayer (2002, avec Jimi Mistry et Heather Graham).
Enfin, pour la télévision américaine, Anita Gillette contribue depuis 1961 à des téléfilms et séries, dont Quincy (dix-sept épisodes, 1979-1983), New York, police judiciaire (un épisode, 1996) et Les Experts (quatre épisodes, 2005-2012). 

## Théâtre (sélection)

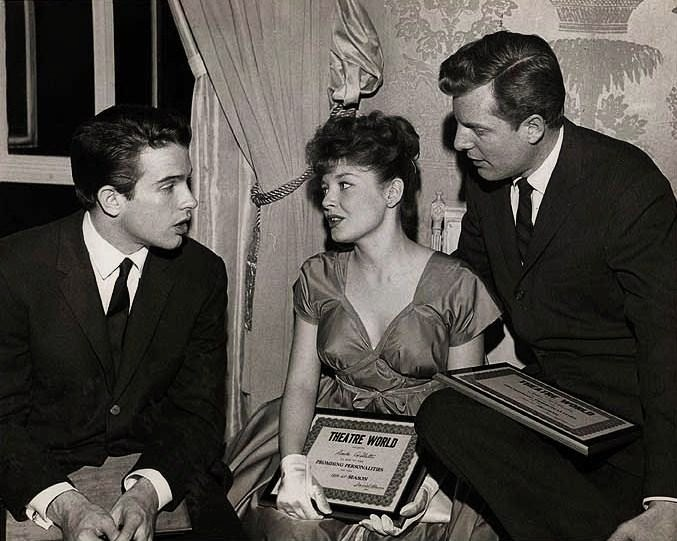
De g. à d. : Warren Beatty, Anita Gillette et John McMartin, lauréats des Theatre World Awards en 1960

### Broadway
(comédies musicales, sauf mention contraire)
- 1959-1961 : Gypsy (Gypsy: A Musical Fable), musique de Jule Styne, lyrics de Stephen Sondheim, livret d'Arthur Laurents (d'après les mémoires de Gypsy Rose Lee), mise en scène et chorégraphie de Jerome Robbins, décors et lumières de Jo Mielziner, costumes de Raoul Pène Du Bois : June (doublure), puis Thelma (remplacement, dates non spécifiées)
- 1961-1963 : Carnival! (en), musique et lyrics de Bob Merrill, livret de Michael Stewart (en) (d'après le film Lili de 1953), mise en scène et chorégraphie de Gower Champion : Gypsy (et Lili en doublure), puis Lili (remplacement, dates non spécifiées)
- 1962 : All American (en), musique de Charles Strouse, lyrics de Lee Adams (en), livret de Mel Brooks, mise en scène de Joshua Logan, décors et lumières de Jo Mielziner : Susan
- 1962-1963 : Mr. President (en), musique et lyrics d'Irving Berlin, livret d'Howard Lindsay et Russel Crouse, mise en scène de Joshua Logan, chorégraphie de Peter Gennaro, décors et lumières de Jo Mielziner, costumes de Theoni V. Aldredge : Leslie Henderson
- 1965 : Kelly (en), musique de Moose Charlap (en), lyrics et livret d'Eddie Lawrence (en), mise en scène et chorégraphie d'Herbert Ross, décors d'Oliver Smith : Angela Crane
- 1965 : Guys and Dolls (reprise), musique et lyrics de Frank Loesser, livret d'Abe Burrows (en) et Jo Swerling : Sarah Brown[1]
- 1966-1968 : Don't Drink the Water (en), pièce de Woody Allen, décors et lumières de Jo Mielziner : Susan Hollander[2]
- 1968-1969 : Cabaret, musique de John Kander, lyrics de Fred Ebb, livret de Joe Masteroff (d'après la pièce I Am a Camera de John Van Druten), mise en scène d'Harold Prince, décors de Boris Aronson : Sally Bowles[3]
- 1969-1970 : Jimmy (en), musique de Bill Jacob, lyrics de Patti Jacob, livret de Melville Shavelson, mise en scène de Joseph Anthony, chorégraphie de Peter Gennaro, décors d'Oliver Smith : Betty Compton
- 1977-1978 : Chapter Two (en), pièce de Neil Simon, mise en scène d'Herbert Ross : Jennie Malone[4]
- 1980-1981 : They're Playing Our Song (en), musique de Marvin Hamlisch, lyrics de Carole Bayer Sager, livret de Neil Simon, mise en scène de Robert Moore : Sonia Walsk
- 1983-1986 : Brighton Beach Memoirs (en), pièce de Neil Simon, mise en scène de Gene Saks : Blanche Morton[5] (remplacement, dates non spécifiées)

### Off-Broadway
(pièces, sauf mention contraire)
- 1960 : Russell Patterson's Sketchbook, revue, musique de Ruth Cleary Patterson, lyrics et sketches de divers auteurs : rôle non spécifié[6]
- 1976 : Rich and Famous (en) de John Guare, costumes de Theoni V. Aldredge : rôles féminins
- 1987 : Road Show de Murray Schisgal : Bianca Broude
- 1992-1993 : Junon (en) (Juno), comédie musicale, musique et lyrics de Marc Blitzstein, livret de Joseph Stein (en), d'après la pièce Junon et le Paon (Juno and the Paycock) de Seán O'Casey : rôle-titre (Juno Boyle)
- 1993 : The Able-Bodied Seaman d'Alan Bowne : Rita
- 2002 : A Letter from Ethel Kennedy de Christopher Gorman : Bridget Conway
- 2008 : Flamingo Court de Luigi Creatore : Angelina / Clara / Chi Chi
- 2009 : Love, Loss, and What I Wore (en) de Delia et Nora Ephron : rôle non spécifié (remplacement)
- 2012 : The Big Meal de Dan LeFran : la première femme
- 2017 : A Parallelogram de Bruce Norris : Bee II, III et IV

## Filmographie partielle

### Cinéma
- 1987 : Éclair de lune (Moonstruck) de Norman Jewison : Mona
- 1992 : Bob Roberts de Tim Robbins : Mme Davis
- 1995 : Avec ou sans hommes (Boys on the Side) d'Herbert Ross : Elaine
- 1996 : Petits mensonges entre frères (She's the One) d'Edward Burns : Carol
- 1996 : Un éléphant sur les bras (Larger Than Life) d'Howard Franklin : Mom
- 2002 : Le Gourou et les Femmes (The Guru) de Daisy von Scherler Mayer : Mme McGee
- 2004 : Shall We Dance de Peter Chelsom : Mlle Mitzi
- 2005 : The Great New Wonderful de Danny Leiner : Lainie

### Télévision

#### Séries
- 1961 : Route 66 (titre original), saison 2, épisode 11 The Thin White Line de David Lowell Rich : Nancy
- 1967-1968 : The Edge of Night, feuilleton, épisodes non spécifiés : Franki
- 1973 : Bob & Carol & Ted & Alice (en), saison unique, 12 épisodes : Alice Henderson[7]
- 1979-1983 : Quincy (Quincy, M.E.)
  - Saison 4, épisode 19 Promises to Keep (1979) : Helen Quincy
  - Saison 8 (1982-1983), 16 épisodes : Dr Emily Hanover
- 1982 : Another World, feuilleton, épisode 4494 (sans titre) : Loretta Shea
- 1986 : Hôpital St Elsewhere (St. Elsewhere), saison 4, épisode 17 Time Heals, Part I de Mark Tinker : Maureen Westphall
- 1986 : C'est déjà demain (Search for Tomorrow), feuilleton, épisode 9130 Finale : Wilma Holliday
- 1992 : La Force du destin (All My Children), feuilleton, épisodes 5735, 5736 et 5737 (sans titres) : Dee Dee Dunstin
- 1994 : Dingue de toi (Mad About You), saison 3, épisode 4 Scène de la vie extra-conjugale (When I'm Sixty-Four) : Claire Wicker
- 1996 : New York, police judiciaire (Law and Order), saison 6, épisode 10 Les Blessures du passé (Remand) : Cookie Costello
- 2000 : Frasier, saison 7, épisode 17 La Dégustation (Whine Club) : Mme Wojadubakowski
- 2000 : Normal, Ohio, saison unique, 7 épisodes : Joan Gamble
- 2000 : Sex and the City, saison 3, épisode 15 La Relève (Hot Child in the City) de Michael Spiller : Mme Adams
- 2001 : New York, section criminelle (Law and Order: Criminal Intent), saison 1, épisode 7 Disparition sur ordonnance (Poison) : Loretta Marlon
- 2005-2007 : La Guerre à la maison (The War at Home)
  - Saison 1, épisode 3 Sur la corde raide (High Crimes, 2005) d'Andy Cadiff, épisode 6 Je veux qu'on m'aime (The Bigger They Come, 2005) d'Andy Cadiff et épisode 10 Y'a pas d'âge pour ça (Breaking Up Is Hand to Do, 2005) d'Andy Cadiff : Betty
  - Saison 2, épisode 4 Liberté conditionnelle (Car Wars, 2006) d'Andy Cadiff et épisode 16 Pas de mariages et un enterrement (No Weddings and a Funeral, 2007) d'Andy Cadiff : Betty
- 2005-2012 : Les Experts (CSI: Crime Scene Investigation)
  - Saison 5, épisode 22 Rencontre à haut risque (Weeping Willows, 2005) : Lily Flynn
  - Saison 6, épisode 13 Dernier Acte (Kiss-Kiss, Bye-Bye, 2006) de Danny Cannon : Lily Flynn
  - Saison 8, épisode 4 Carpe Diem (The Case of the Cross-Dressing Carp, 2007) : Lily Flynn
  - Saison 12, épisode 11 Une femme qui en savait trop, 1re partie (Mrs. Willows Regrets, 2012) : Lily Flynn
- 2009 : Cold Case : Affaires classées (Cold Case), saison 7, épisode 1 La Comtesse (The Crossing) : Grace Stearns (en 2009)
- 2010 : New York, unité spéciale (Law and Order: Special Victims Unit)
  - Saison 11, épisode 23 Quand je serai grand (Wannabe) : Juge Sheila Tripler
  - Saison 12, épisode 2 Compromissions (Bullseye) : Juge Sheila Tripler
- 2012 : Shake It Up, saison 2, épisode 23 Retour en arrière (Rock and Roll It Up) : Edie Wilde
- 2013 : Modern Family, saison 4, épisode 24 Adieu Gracie (Goodnight Gracie) de Steven Levitan : Annie
- 2013 : Blue Bloods, saison 4, épisode 9 Le Piège des apparences (Bad Blood) de Robert Harmon : Colleen McGuire
- 2015 : Elementary, saison 3, épisode 20 Ruby (A Stitch in Time) : Claire Renziger
- 2016 : Chicago Med, saison 2, épisode 5 Mesures extrêmes (Extreme Measures) de Daisy von Scherler Mayer : Ruth

#### Téléfilms
- 1975 : A Matter of Wife... and Death de Marvin J. Chomsky : Helen Baker
- 1977 : Les Fourmis (It Happened at Lakewood Manor) de Robert Scheerer : Peggy Kenter
- 1980 : Marathon de Jackie Cooper : Anita
- 1985 : Brass de Corey Allen : Sœur Mary Elizabeth
- 1996 : The Summer of Ben Tyler d'Arthur Allan Seidelman : Sue Ellen
- 1997 : A Christmas Memory de Glenn Jordan : Callie

## Distinctions (théâtre)
- 1960 : Theatre World Award, gagné pour Russell Patterson's Sketchbook.
- 1978 : Nomination au Tony Award de la meilleure actrice dans une pièce, pour Chapter Two (en).